# Nepenthes pervillei

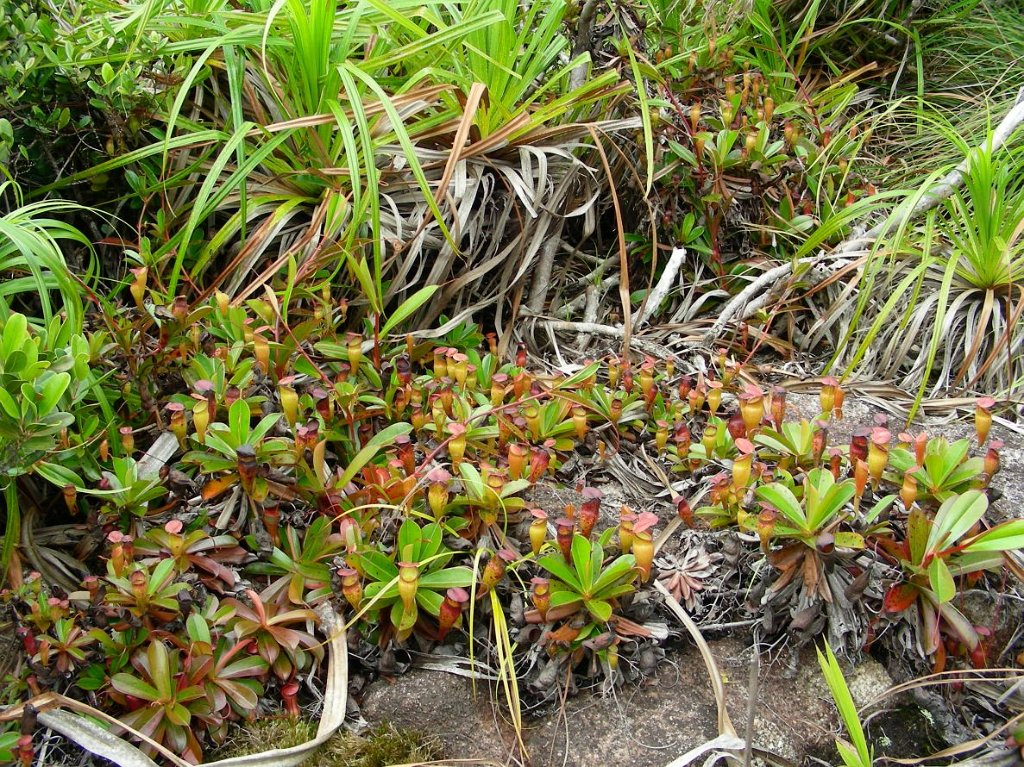
Porost Nepenthes pervillei

Nepenthes pervillei je dvoudomá, masožravá rostlina lovící hmyz do láček. Tento druh rodu láčkovka je endemitem souostroví Seychel (též Seychelských ostrovů) ležící v Indickém oceánu.

## Výskyt
Láčkovky Nepenthes pervillei rostou pouze na severovýchodě Seychel, na tzv. vnitřních ostrovech, největším Mahé (157 km²) a menším Silhouette (20 km²), které jsou tvořeny masivním, tmavým žulovým podložím. Vyskytuje se v tamních horách v nadmořské výšce 350 až 500, ojediněle i 800 m. Roste na plně osluněných nebo jen mírně zastíněných místech na holé, nebo jen tenkou vrstvou propustného substrátu pokryté skále, kde však bývá následkem častých dešťů a pravidelných mlh vysoká vzdušná vlhkost.
Starší jedinci vytvářejí v okolní vegetaci shluky a řídké keře a nízké stromky jsou často vrostlé v jejich koloniích. Jsou to rostliny terestrické, které mají až 5 m dlouhé lodyhy buď poléhavé, nebo popínavé. Popínavé lodyhy jsou pravidelně olistěné a dobře prorůstají okolními rostlinami a vyšplhají se až do výše 3 m. Plazivé lodyhy vytvářejí v určitých vzdálenostech listové růžice, obklopené kruhem láček. Lodyhy láčkovek nejsou schopné zakořenit, při zahynutí mateřské rostliny usychá celá kolonie.

## Popis
Kožovité, zelené, nažloutlé až červenavé, celokrajné, střídavě vyrůstající listy se od báze ke špičce zužují a bývají dlouhé 7 až 25 cm. Podélné žebro listu přesahuje listovou čepel a vytváří až 40 cm dlouhý úponek, na jehož konci se může vytvořit láčka.
Spodní láčka má vnější povrch červenavě purpurový, obústí tmavě růžové a vnitřek o málo světlejší než povrch. Její dolní část je kulovitá, až 8 cm široká a vrchní část je cylindrická a podstatné užší, nepřesahuje 6 cm v průměru. Láčka má výrazná, asi 10 mm široká, lehce zahnutá křídla lemovaná hřebenem řídkých, asi 1 cm dlouhých výběžku. Obústí je malé, není širší než 5 mm a je pokryto jemnými žebry silnými 0,5 mm a od sebe vzdálenými asi 1 mm. Okrouhlé víčko je červeně vybarveno a nese malou ostruhu.
Horní láčka je na povrchu pestře zbarvená, jasně žlutě, červeně nebo oranžově a bývá vysoká 15 až 20 cm. Dolní část láčky je vejčitá, vrchní je nálevkovitého tvaru a na jejích styku je past silně zaškrcená. Láčka je nejširší v ústí, nejvíce 5 cm a nemá křídla. Obústí je o poznání drobnější než na spodní láčce.
Okrouhlá víčka jsou plochá, mají drobnou ostruhu a jejich spodní povrch obsahuje větší počet nektarových žláz. Zbarvení láček, stejně jako i listů, je silně ovlivněno růstem ve stínu nebo na plném slunci. Vrchní část láčky je uvnitř pokryta žlázkami produkující tuhnoucí, klouzající voskovitou tekutinu usnadňující pád kořisti, dolní část obsahuje kruhové žlázky vylučující tekutinu s enzymy potřebnými na rozložení i strávení lapené a utonulé potravy. Oběti bývají v 80 % procentech mravenci, zbytek tvoří ostatní hmyz.

## Rozmnožování
Drobné, krémové či nazelenalé, čtyř až pětičetné, jednopohlavné květy se nacházejí v latovitém květenství až 40 cm vysokém, vyrůstajícím z listové růžice. Samčí květ obsahuje 8 až 25 tyčinek s prašníky, samičí má tři až čtyřpouzdrý semeník a stejný počet blizen. Samičí rostliny mají květenství stěsnanější, pyl potřebný k opylení přenáší látající hmyz.
Plodem jsou asi 1 cm dlouhé, pukavé tobolky. Obsahují drobná, černá, bezkřídlá semena roznášena větrem. Rostliny se rozmnožují výhradně generativně a rostou velmi pomalu, teprve asi za deset let po vyklíčení začínají semenáče vytvářet láčky.

## Taxonomie
Druh byl botanikem Blumem popsán a pojmenován na počest francouzského vědce Pervillého. Na počátku 20. století byla snaha, na základě morfologické odlišností semen vedená hlavně botanikem Hallierem, o vynětí druhu Nepenthes pervillei z rodu Nepenthes a jeho přeřazení do monotypického rodu Anurosperma pod novým vědeckým jménem Anurosperma pervillei. S přihlédnutím k nedávným objevům nových druhů láčkovek, jejichž semena se semenům N. pervillei velmi podobají, bylo od této změny upuštěno.

## Ohrožení
Mezinárodním svazem ochrany přírody (IUCN) je láčkovka Nepenthes pervillei zařazena mezi málo dotčené druhy rostlin (2024). Na podporu její ochrany je dále v  Úmluvě o mezinárodním obchodu s ohroženými druhy volně žijících živočichů a rostlin včleněna do přílohy č. II. zakazující obchod s rostlinným materiálem rostoucím ve volné přírodě.

## Galerie

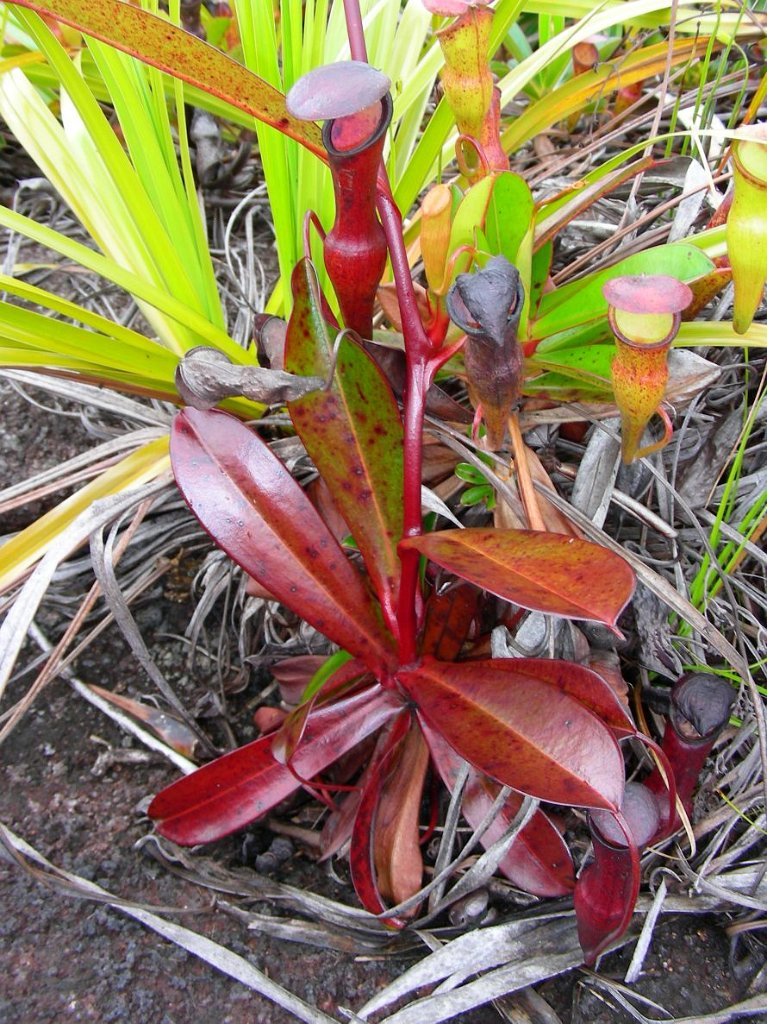
Mladá rostlina
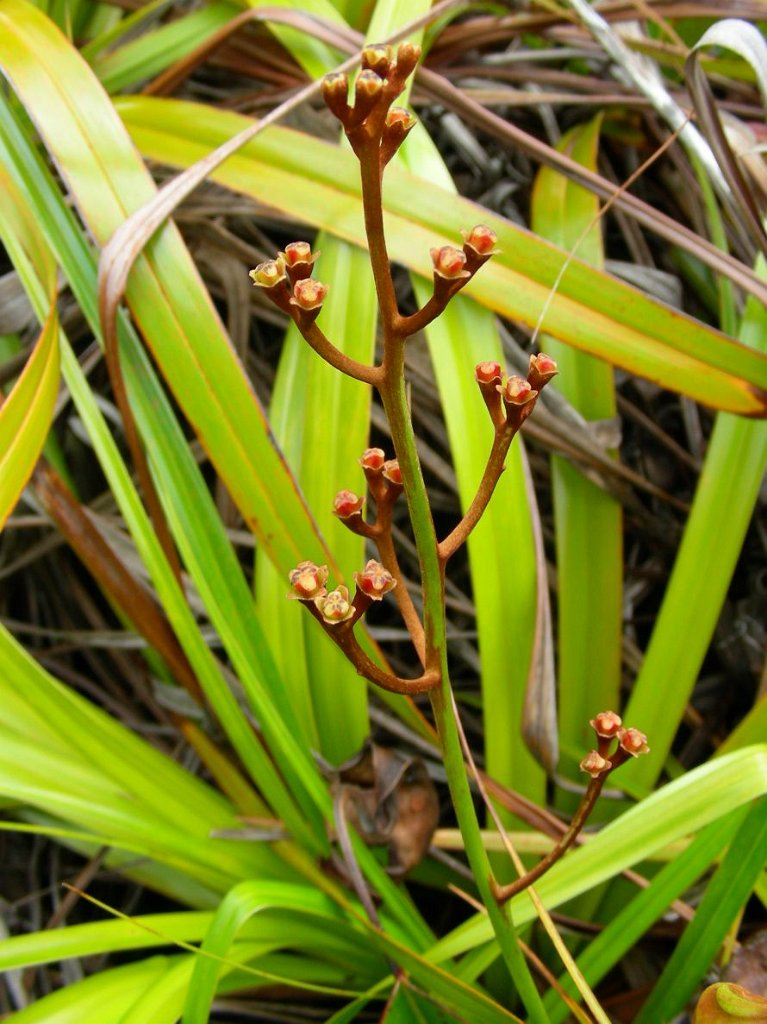
Květenství
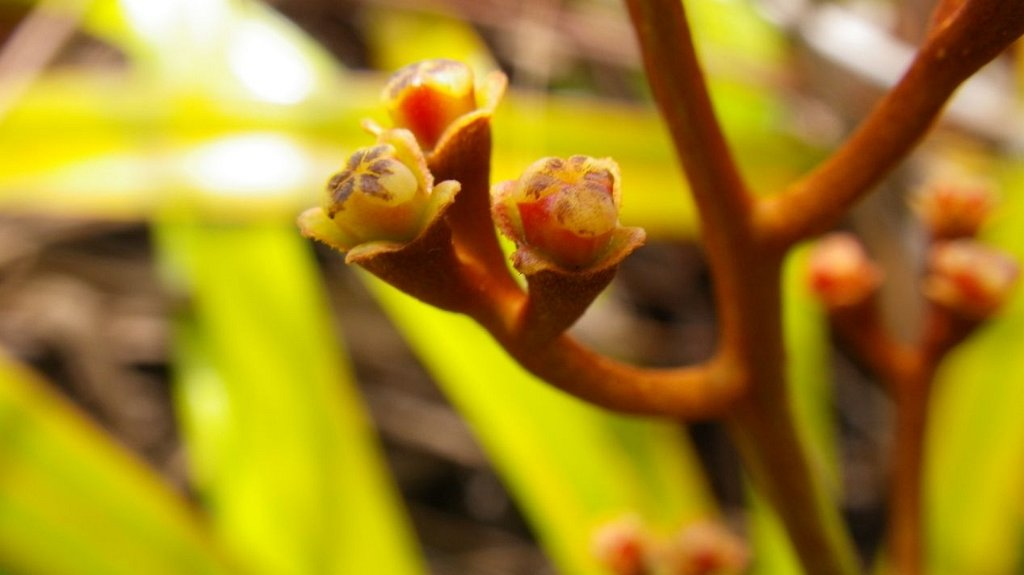
Zrající tobolky
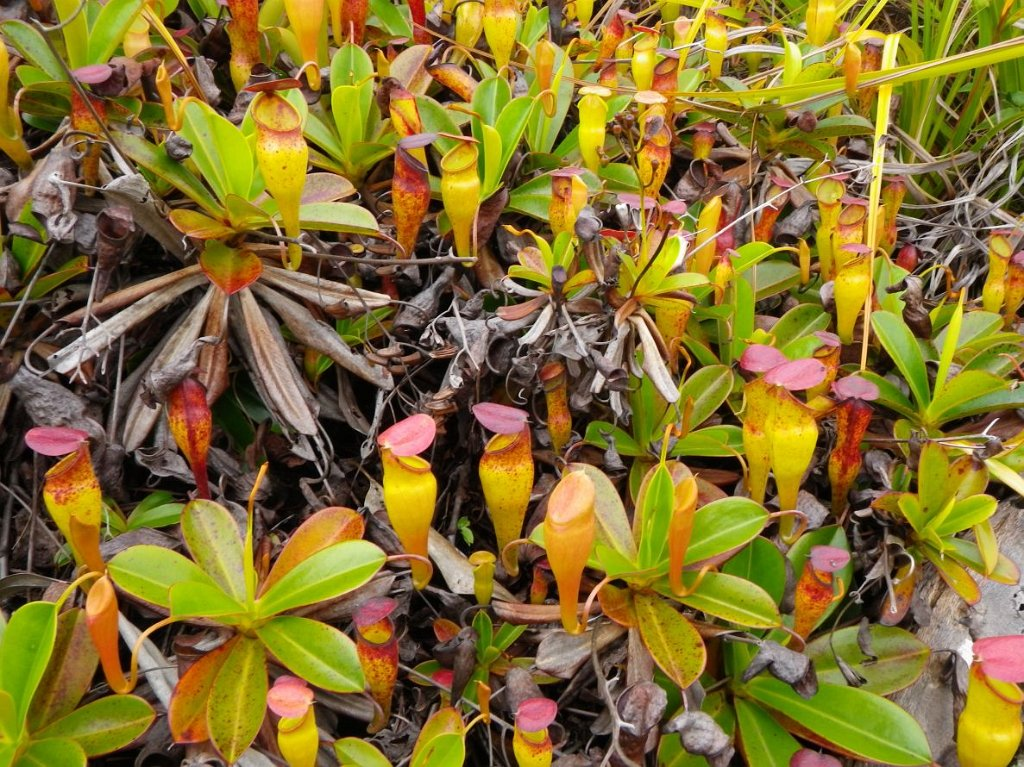
Skupina láčkovek